# The Call (Angelus Apatrida)
The Call es el cuarto álbum de estudio de la banda de thrash metal española Angelus Apatrida. Su lanzamiento fue el 24 de abril de 2012.
El álbum presenta todos los elementos que la banda ha ido cultivando a lo largo de su carrera, dando lugar a un sonido reconocible como propio de la banda. 

## Formación
- David G. Álvarez: Guitarra, coros
- Víctor Valera: Batería, coros
- Guillermo Izquierdo: Guitarra, Voz
- José J. Izquierdo: Bajo, coros

## Lista de canciones
1. You Are Next
2. At the Gates of Hell
3. Violent Dawn
4. It's Rising!
5. Blood on the Snow
6. Killer Instinct
7. The Hope is Gone
8. Fresh Pleasure
9. Still Corrupt
10. Reborn
11. Hell Patrol (Judas Priest cover)
12. Free Your Soul (Bonus Track)